# Michael Lynn

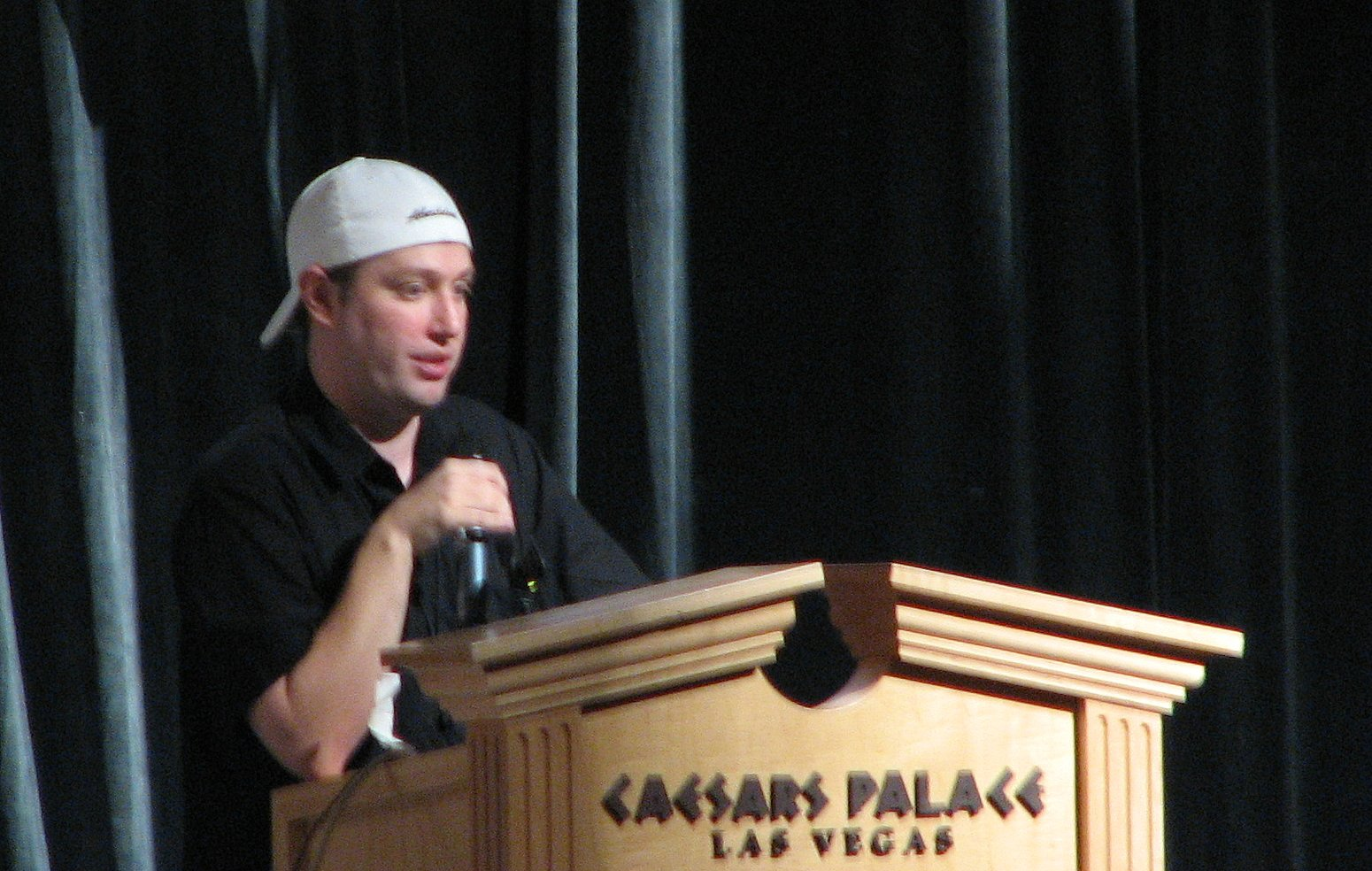
Michael Lynn referiert auf der Black Hat über Cisco-IOS-Sicherheitslücken, 2005

Michael Thomas Lynn (* 6. September 1980 in Euless, Texas) ist ein Internet-Sicherheitsexperte und ein ehemaliger Mitarbeiter von Internet Security Systems.
Lynn sorgte im Juli 2005 für Gesprächsstoff, als er in seinem Black-Hat-Vortrag über mögliche Sicherheitslücken in Cisco IOS, dem Betriebssystem auf Routern und anderer Netzwerkhardware von Cisco Systems, berichtete. Er erörterte dabei, ob und in welchem Umfang Exploits erstellt werden könnten, die die Router über das Internet angreifbar machten. Da Cisco im Bereich Routing fast eine Monopolstellung innehat, würde dies bezüglich der Nutzbarkeit des Internets ein Desaster verursachen. Außerdem untermauerte er die Vermutung, dass Cracker aktiv daran arbeiten, funktionierende Exploits für Cisco-Router zu schreiben.
Michael Lynn arbeitet mittlerweile bei Juniper Networks, einem Netzwerkausrüster und direkten Konkurrenten von Cisco.